# Noah Korczowski
Noah Korczowski (Marl, 1994. január 8. –) német labdarúgó, a VfL Wolfsburg II hátvédje.